# 25-та армія (СРСР)
Двадця́ть п'ята а́рмія (25 А) — загальновійськова армія у складі Збройних сил СРСР з 20 червня 1941 по жовтень 1945 на Далекому Сході.

## Командування
- Командувачі:
  - генерал-лейтенант Парусинов П. О. (червень 1941 — червень 1943),
  - генерал-майор Максимов О. М. (червень 1943 — червень 1945),
  - генерал-полковник Чистяков І. М. (червень 1945 — до кінця війни).